# Tristan Vukčević
Tristan Tsalikis Vukčević (Siena, Italia, 11 de marzo de 2003) es un jugador de baloncesto, con doble nacionalidad serbia y sueca, que pertenece a la plantilla de los Washington Wizards de la NBA con un contrato dual. Con 2,08 metros de estatura juega en la posición de ala-pívot. Es hijo del exbaloncestista Dušan Vukčević.

## Trayectoria deportiva

### Primeros años
Tristan se formó en las categorías inferiores de Olympiacos BC y en 2018 llega a la estructura del Real Madrid para continuar su formación en categoría cadete para formar parte del equipo Sub-16 del club español. 
En la temporada 2019-20 Vukčević ganó el Torneo de Múnich de la Euroliga ANGT con el Real Madrid sub-18. Durante cuatro partidos del torneo, promedió 16 puntos, 4,8 rebotes y 1,3 asistencias por juego. Posteriormente, el Torneo Final fue cancelado debido a la pandemia de COVID-19.
El 2 de septiembre de 2020, Vukčević debutó en la pretemporada con el Real Madrid en la victoria por 68-66 sobre el Coosur Real Betis y registró 8 puntos.

### Profesional
El 11 de octubre de 2020, hizo su debut profesional en Liga Endesa en una victoria por 90-65 sobre Herbalife Gran Canaria, anotando 2 puntos y 2 rebotes en 4 minutos de partido.
El 27 de enero de 2022, Tristan firma por el KK Partizan de la ABA Liga.
Fue elegido en la cuadragésimo segunda posición del Draft de la NBA de 2023 por los Washington Wizards, pero regresó a Belgrado.
El 13 de marzo de 2024 alcanzó un acuerdo con el Partizán para rescindir su contrato, y firmar por dos temporadas con los Washington Wizards de la NBA, equipo con el que meses antes había disputado la Summer League. Debutó el 23 de marzo, jugando tres minutos en un partido ante Toronto Raptors.
El 3 de julio de 2024 renueva con los Wizards con un contrato dual.

## Estadísticas de su carrera en la NBA

### Temporada regular
| Año     | Equipo     | PJ | PT | MPP  | %TC  | %3P  | %TL  | RPP | APP | ROB | TPP | PPP |
| ------- | ---------- | -- | -- | ---- | ---- | ---- | ---- | --- | --- | --- | --- | --- |
| 2023-24 | Washington | 10 | 4  | 15.3 | .433 | .278 | .773 | 3.6 | 1.3 | .5  | .7  | 8.5 |
| 2024-25 | Washington | 35 | 1  | 14.7 | .496 | .373 | .776 | 3.7 | 1.1 | .3  | .7  | 9.4 |
| Total   | Total      | 45 | 5  | 14.8 | .482 | .348 | .775 | 3.7 | 1.2 | .4  | .7  | 9.2 |

## Vida personal
Tristan nació en Siena (Italia), mientras su padre, Dušan jugaba en el Montepaschi Siena. Posee pasaporte serbio y griego por parte de padre, y pasaporte sueco por su madre, Jade Cicak, la que fuera modelo de bañadores y en la actualidad empresaria textil. Tras la jubilación de Dušan, la familia se mudó de nuevo a Atenas, Grecia. 